# Tempête de poussières sur Mars

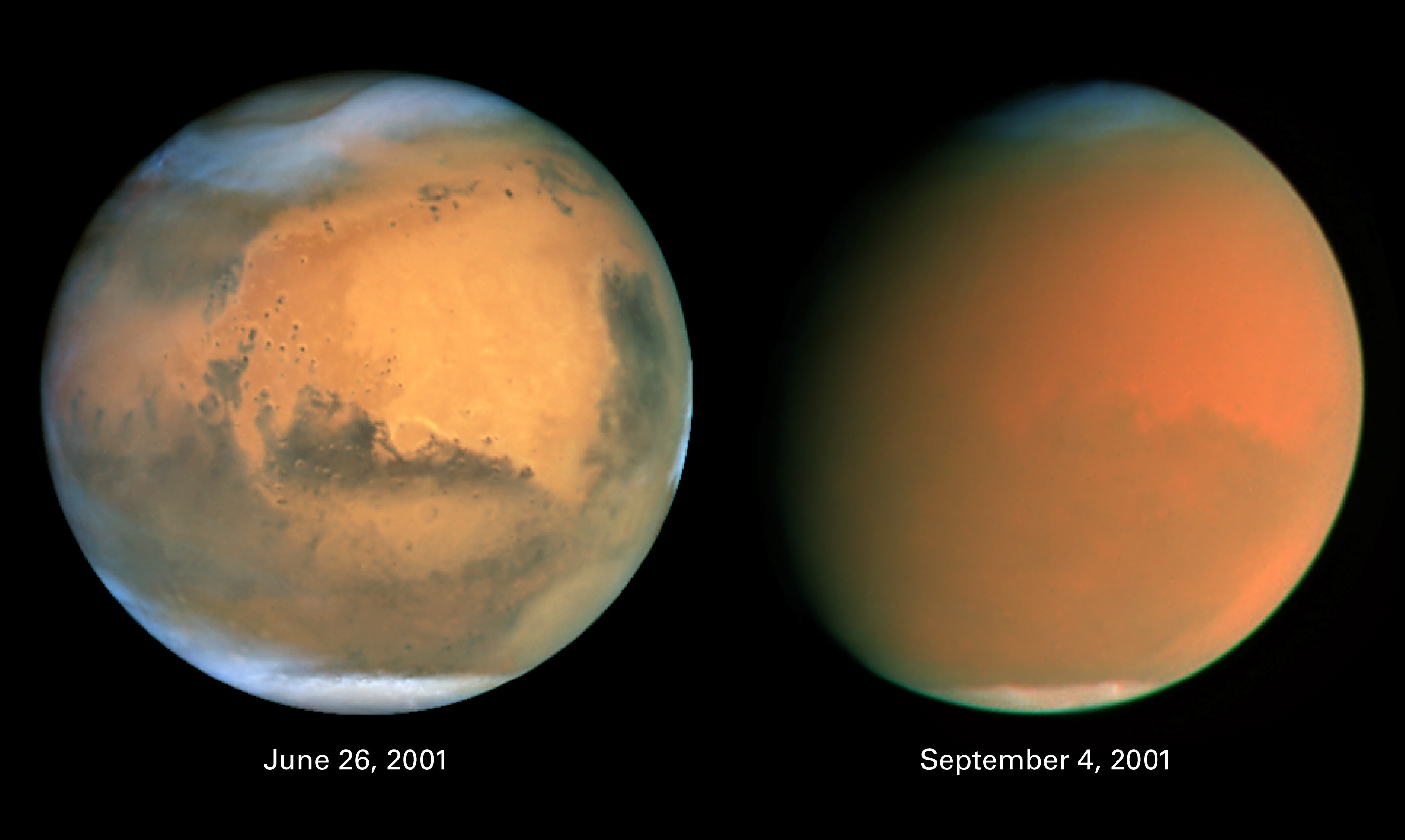
Tempête globale de 2001, avant à gauche et pendant à droite.

Des tempêtes de poussières balayent périodiquement la surface de la planète Mars. Elles peuvent être très localisées mais de 1877 à août 2003, au moins 10 tempêtes planétaires furent reportées, les plus importantes ayant eu lieu en 1956, 1971, 1973, 1977, 1982 et 2001.

## Cause
Les tempêtes de poussières sur Mars ont les mêmes causes que les tourbillons de poussières dans les déserts sur Terre. Le rayonnement solaire réchauffe l'air dans la couche proche de la surface alors que les couches supérieures demeurent très froides. L'air chaud étant moins dense que l'air froid, la masse d'air est instable et la poussée d'Archimède la fait monter. Une convergence des vents au sol, pour remplacer l'air des parcelles d'air qui montent, déplace la poussière dans le processus. Celle-ci est également aspirée en altitude en tourbillonnant,.
Comme la pression atmosphérique n'est que le centième de la pression terrestre et que la friction est faible, ces tourbillons peuvent atteindre de très grandes dimensions. Ces grandes tempêtes se combinent parfois en tempêtes globales, couvrant l'ensemble de la planète dans la poussière atmosphérique. Les plus imposantes ne se produisent que pendant l'été austral de Mars. À ce moment, la planète est à son plus proche du Soleil et le contraste de température entre les hémisphères est à son maximum, permettant le déclenchement du processus,,.
Les tempêtes globales soulèvent assez de poussières pour couvrir complètement la planète et bloquer le soleil, mais cela sonne leur glas. Le rayonnement solaire n'atteignant plus la surface de la planète, elles se dissipent finalement,. Les observations depuis les années 1950 ont démontré leur fréquence d'une à toutes les trois années martiennes. Les tempêtes de plus petite envergure sont beaucoup plus fréquentes.

## Classification

### Classification de Cantoret al.(2001)
Des tempêtes de poussières se produisent à plusieurs échelles sur Mars. Ces tempêtes peuvent être classées en trois grandes catégories : locales, régionales et planétaires. Cantor et al. définissent en 2001 les tempêtes locales comme ayant une taille inférieure à 1,6 million de kilomètres carrés (à comparer à la surface totale de la planète, 144,8 millions de kilomètres carrés) et une durée inférieure à 2 sols. Ils définissent comme tempêtes régionales les tempêtes de taille et durée supérieures.

### Nouvelle classification (2016)
Les tempêtes sont maintenant classées en trois catégories, nommées A, B et C :
- Les tempêtes de type A proviennent du pôle Nord pendant l'hiver boréal (en même temps que l'été austral), puis traversent l'équateur en direction de l'hémisphère sud. Lors de l'entrée en contact avec les températures plus chaudes des vents du sud, la tempête de poussière reçoit un coup de pouce automatique augmentant sa taille et sa puissance ;
- Les tempêtes de type B sont des tempêtes d'été boréal qui commencent dans l'hémisphère sud. Bien qu'elles ne soient pas aussi grandes en taille que celles de type A, les tempêtes de type B peuvent être tout aussi dangereuses en raison de leur tendance à se regrouper avec d'autres tempêtes de type B et à créer une brume sèche régionale ;
- Les tempêtes de type C trouvent elles leur origine dans l'hémisphère nord pendant l'hiver nordique (en même temps que l'été austral). Comme celles de type A, ces tempêtes se déplacent dans la partie sud de la planète où les vents chauds augmentent sa puissance. Cependant, les tempêtes de type C peuvent varier en taille et en puissance de façon plus importante que les tempêtes de type A et de type B.

## Effets

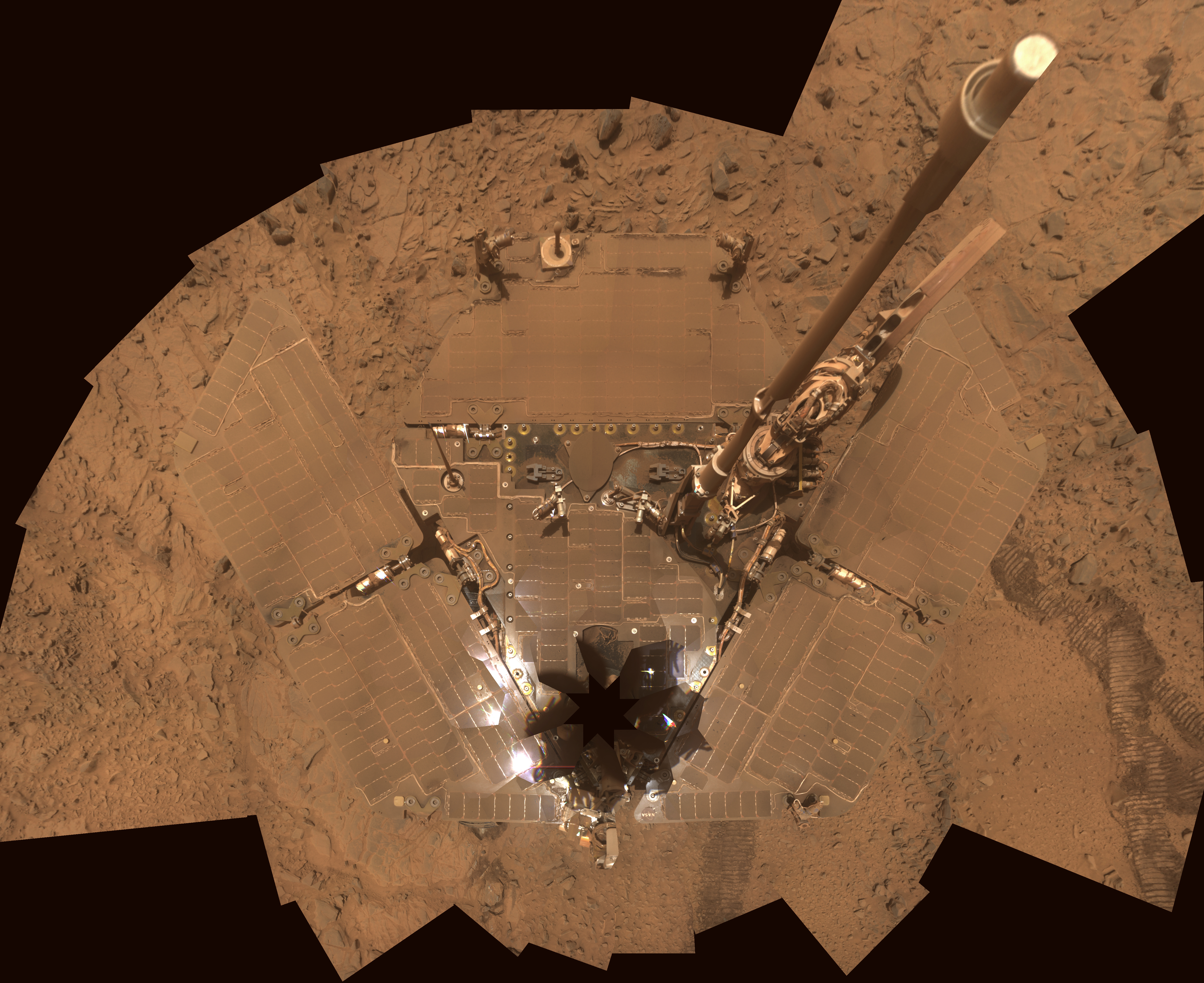
Le rover Spirit après la tempête de poussières de 2007.

Les vents dans une tempête martienne peuvent atteindre 100 km/h mais la pression atmosphérique n'est que d'un centième de celle sur Terre. Cela veut dire que ces vents sont équivalents à un vent beaucoup plus faible sur Terre. Même les tempêtes globales ne peuvent soulever que la fine couche de poussière de surface, celle-ci ayant la consistance de la poudre de talc, qui est toujours disponible car aucune pluie ne vient l'amalgamer. Celle-ci ne peut causer beaucoup de dégâts, surtout une érosion lente par friction. Cependant, elle pourrait être préjudiciable aux sondes spatiales qui s'y posent en bloquant le rayonnement solaire et en s'accumulant sur les panneaux solaires.
Quand la sonde Mariner 9 est arrivée en orbite en 1971, au lieu d'images détaillées et claires elle envoya des photos floues en pleine tempête de poussières, seul le volcan Olympus Mons était clairement visible. La tempête dura des mois. Le 26 juin 2001, le télescope Hubble a noté le début d'une tempête dans le bassin Hellas Planitia. Celle-ci, qui prit une ampleur planétaire, dura des mois et couvrit le ciel martien de poussières, augmentant son albédo et réduisant la température moyenne diurne de surface de 4 °C la saison suivante.
Au milieu de 2007, une autre tempête globale a posé un sérieux problème aux robots Spirit et Opportunity de la mission Mars Exploration Rover. Leurs panneaux solaires ne pouvant fournir assez d'énergie, la plupart de leurs fonctions furent mises hors-circuit jusqu'à la fin de la tempête. Même après, les poussières collant aux panneaux réduisirent leur autonomie.

## Liste de tempêtes importantes
- 1956
- 1971
- 1973
- 1977
- 1982
- 1999[11]
- Août 2000[12]
- Juin à octobre 2001[13],[14],[15],[16]
- Décembre 2002[17]
- Mai-juin 2003[13],[18],[19]
- Décembre 2004[13]
- Mi-2007[20],[21]
- 2008[22]
- Janvier-février 2010[23],[24]
- Novembre 2012[25],[26],[27]
- Octobre 2014[28]
- Mai-juin 2018[29]

### Tempête de mai-juin 2018
Le 30 mai 2018, le Mars Reconnaissance Orbiter (MRO) détecte une tempête. Celle-ci se développe au cours des jours suivants et couvre le 12 juin 35 millions de kilomètres carrés, soit un quart de la surface de la planète. Cette tempête a lieu près de là où se trouve l'astromobile Opportunity (MER-B). La profondeur optique τ atteint la valeur de 10,8, ce qui signifie que seulement 0,0020 % de la lumière solaire atteint le sol et que donc il fait complètement nuit même en plein jour. Pour cette raison, Opportunity, dont l'énergie est fournie par des panneaux solaires, est obligé de cesser ses activités puis à entrer en mode de défaut de faible puissance.